# Десь гримить війна
«Десь грими́ть війна́» — 3-серійний фільм за мотивами повесті В. Астаф'єва «Останній уклін».

## Сюжет
Герой фільму — сімнадцятилітній Митя Ненашкін, якого війна застала в далекому тилу в Сибіру. Багато важкого, трагичного довелося йому пережити, побачити. Але в переважній більшості Миті зустрічалися добрі, мужні люди, готові прийти на допомогу, поділитися останнім…

## Актори
- Євген Пашин — Митя
- Галина Макарова — бабуся
- Тетяна Шестакова — Августа
- Афанасій Кочетков — Левонтій
- Тамара Четнікова — Васеня
- Михайло Голубович — дядя Вася
- Майя Булгакова — Дар'я Митрофанівна
- Євген Весник — Корольов
- Михайло Глузський — Артем'єв
- Віталій Базін — Федя
- Ольга Машная — Ксенія
- Володимир Селіванов — Кузьма
- Володимир Іванов — Кеша
- Анатолій Пашнін — Мельников
- Таня Горчакова — Капа
- Наташа Пігалкіна — Лійка
- В епізодах: Е. Братко, Микола Бухонов, Анатолій Венгржіновський, В. Грищенко, Е. Главацький, Ф. Гордейчук, Т. Казачков, В. Крупень, Маргарита Кошелєва, Вікторія Корсун, М. Кусакіна, Павло Семеніхін та ін .

## Знімальна група
- Режисер-постановник: Артур Войтецький
- Сценаристи: Віктор Астаф'єв, Артур Войтецький
- Оператори-постановники: Юрій Гармаш, В'ячеслав Онищенко
- Художники-постановники: Валерій Новаков, Анатолій Мамонтов
- Художники по костюмах: Алла Шестеренко, І. Чубова
- Художник по гриму: Алевтина Лосєва
- Режисери: Євген Камінський, Григорій Зільберман
- Звукооператор: Юрій Лавріненко
- Монтажер: Таїса Кряченко
- Оператор: А. Чубов
- Художник-декоратор: В. Заруба
- Асистенти режисера: Дмитро Томашпольський, В. Фесенко, С. Марченко
- Асистент оператора: А. Кузьменко
- Комбіновані зйомки: 
  - художник: Михайло Полунін
  - оператор: Б. Серьожкін
- Установник кольору: Л. Марчук
- Майстер по світлу: Л. Шило
- Редактор фільму: Олександр Кучерявий
- Директор фільму: Олексій Жуков

## Музика у фільмі
- У фільмі використана музика П. І. Чайковського і російські народні пісні у виконанні Красноярського фольклорного ансамблю під керівництвом Костянтина Скопцова.